# HD 74860
HD 74860，又名BD-10 2634，SAO 154615、HR 3480，是一颗恒星，视星等为6.25，位于銀經237，銀緯19.39，其B1900.0坐标为赤經8h 41m 19s，赤緯-10° 19.39′ 33″。